# 自由印度营
自由印度营是1942年7月，義大利王國组建的外籍军团部队。该部队由长期住在罗马的印度政治活动人士穆罕默德·伊克巴尔·史代指挥，部隊由来自英属印度诸省的前印度战俘组成。 
尽管为训练印度人执行渗透作战任务而投入了很多，意方还是认为自由印度营的士兵存在忠诚度问题，1942年11月，有印度士兵在听闻轴心国军队在第二次阿拉曼战役中兵败后哗变。此后，意方解散了自由印度营，该营的印度裔人员又被送回战俘营。